# Billiton Maatschappij
La Billiton Maatschappij, puis de 1924 à 1972 Gemeenschappelijke Mijnbouwmaatschappij Billiton et de 1972 à 2001 Billiton International Metals BV avant de fusionner avec la société minière australienne Broken Hill Proprietary Company ou BHP pour devenir BHP Billiton, était une société minière néerlandaise qui joua aux XIXe et XXe siècles un rôle important dans l'extraction de minerais aux Indes néerlandaises puis en Indonésie.

## Histoire

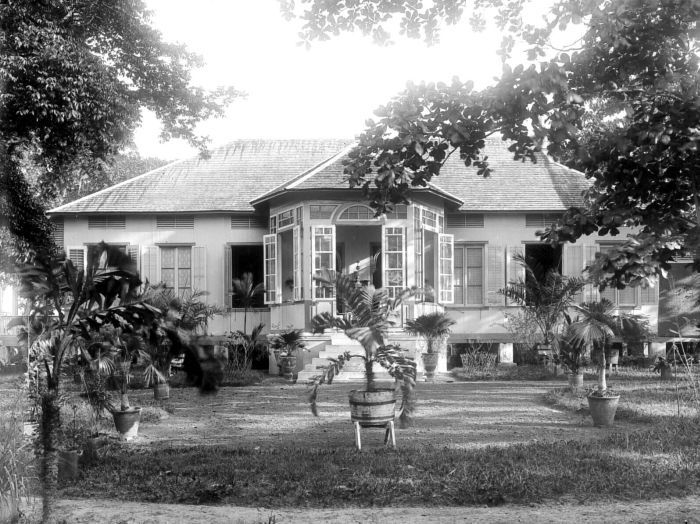
Résidence de l'administrateur de la Billiton Maatschappij à Manggar, Belitung

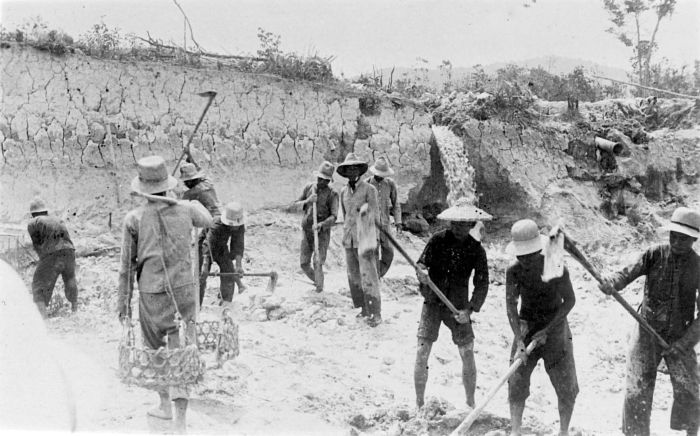
Travailleurs dans une mine d'étain à Bangka, l'île voisine de Belitung, en 1930